# Rýžoviště
Ryžoviště (niem. Braunseifen) – gmina w Czechach, w powiecie Bruntál, w kraju morawsko-śląskim. Według danych z dnia 1 stycznia 2012 liczyła 625 mieszkańców.